# Hensslers Countdown – Kochen am Limit
Hensslers Countdown – Kochen am Limit war eine Kochshow des Fernsehsenders RTL.

## Sendung
Die Sendung wurde erstmals im Februar 2020 ausgestrahlt und von TV-Koch Steffen Henssler moderiert.
In der Sendung traten pro Folge drei Kandidaten zum Kochduell an. Dabei war vor allem ihr Improvisationstalent gefragt, da sie innerhalb von 25 Minuten ein Gericht zubereiten mussten. Während der gesamten Kochzeit mussten die Kandidaten mit einem Handicap auskommen. So durften sie beispielsweise nur eine Hand zum Kochen benutzen oder sie kochten mit größeren Kochutensilien.
In der Sendung ging es des Weiteren um Wissen und die Chance, am Ende jeder Folge das Geld auf seinem Konto zu erhöhen oder direkt mitzunehmen. In jeder Folge starteten die Hobbyköche mit 2.500 Euro. Henssler stellte den Kandidaten zwei Quizfragen rund ums Kochen, wodurch der Kandidat bei richtiger Antwort sein Konto weiter füllte.
Juror war Koch Christian Lohse, der in jeder Folge die Gerichte bewertete und somit den Sieger kürte. Der Sieger jeder Folge durfte sein erspieltes Preisgeld behalten und war automatisch in der nächsten Folge dabei, um gegen zwei neue Gegner anzutreten.
Im Oktober 2020 nahm RTL die Sendung aufgrund zu niedriger Einschaltquoten aus dem Programm.

## Freeze-Karte

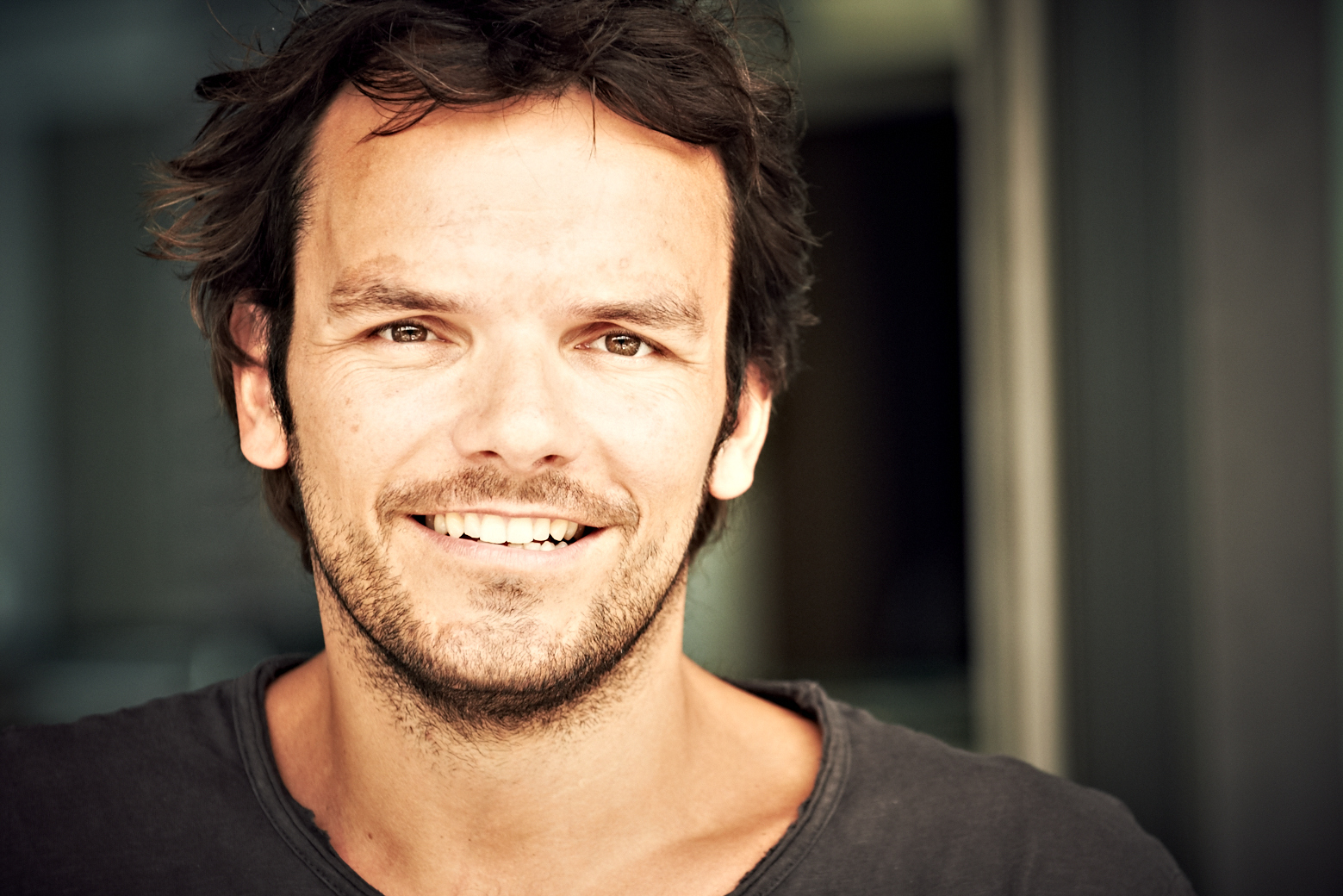
Moderator Steffen Henssler

In der gesamten Zeit – bis max. 5 Minuten vor Ablauf – konnten die Kandidaten eine sogenannte Freeze-Karte ziehen. Damit wurde ein Gegner, nach seiner Wahl, für drei Minuten „eingefroren“ und der Kandidat hatte somit einen Vorteil. Diese Karte konnte nicht während der Fragerunden genutzt werden.